# (21712) Obaid
(21712) Obaid (1999 RL96) – planetoida z pasa głównego asteroid okrążająca Słońce w ciągu 3,78 lat w średniej odległości 2,43 j.a. Odkryta 7 września 1999 roku.